# Theodor Meyer (Politiker, 1861)

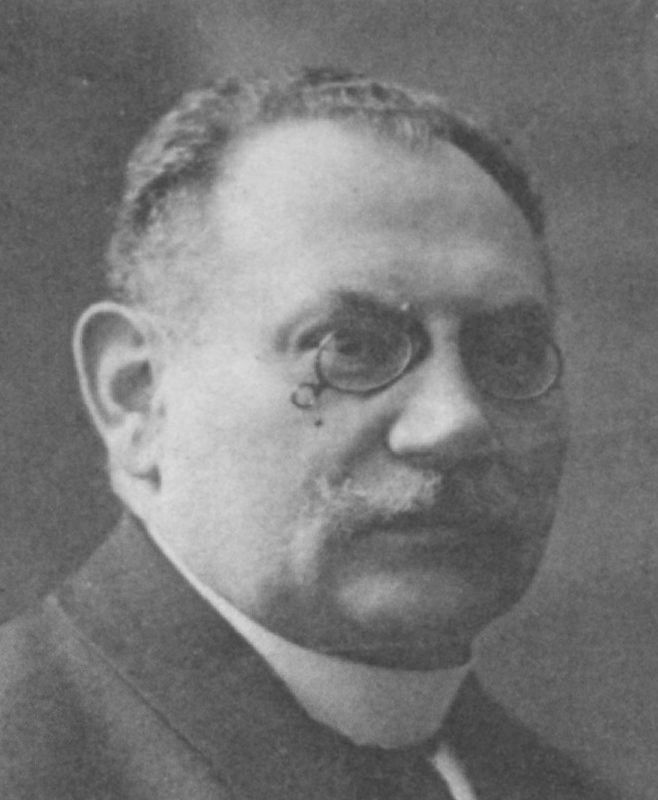
Theodor Meyer als Reichstagsabgeordneter 1912

Theodor Meyer (* 5. Dezember 1861 in Sundern; † 30. April 1944 in Levern) war protestantischer Geistlicher und Mitglied des Deutschen Reichstags.

## Leben
Meyer war der Sohn eines Kantors. Er besuchte von 1873 bis 1881 das Gymnasium Ulricianum zu Aurich, bis 1884 die Universitäten zu Tübingen, Leipzig, Berlin und Bonn. Am 13. Juni 1886 wurde er ordiniert als Hilfsprediger an der Simeons- und Garnisonskirche in Minden, dann war er Gefängnisgeistlicher in Dortmund. Am 1. April 1888 ist er in den preußischen Strafanstaltsdienst getreten und war als Strafanstaltsgeistlicher tätig an den Strafanstalten in Lichtenburg bei Torgau und Sonnenburg und von 1895 bis 1925 an dem Zellengefängnis in Herford. Im Anschluss wirkte er bis zu seinem Eintritt in den Ruhestand am 1. April 1927 als Strafanstaltsoberpfarrer am Untersuchungsgefängnis Berlin-Moabit.
Von 1912 bis 1918 war er Mitglied des Deutschen Reichstags für den Wahlkreis Regierungsbezirk Minden 2 Herford, Halle (Westfalen) und die Nationalliberale Partei.
Nach dem Ersten Weltkrieg trat Meyer in die Deutsche Volkspartei (DVP) ein. In den 1920er Jahren war er Vorsitzender des Reichsbeamtenausschusses der DVP. Von 1919 bis 1921 war er Mitglied der Verfassunggebenden Preußischen Landesversammlung und im Februar 1921 wurde er als Abgeordneter in den Preußischen Landtag gewählt, dem er ohne Unterbrechung bis zum Ende der dritten Wahlperiode 1932 angehörte.